# Plüsch (Band)
 Plüsch ist eine Schweizer Mundart-Pop/Rock Band aus Interlaken. Seit 2013 war die Band nicht mehr aktiv, macht aber im März und April 2024 eine «Zugabe» (10 Konzerte sind geplant).

## Geschichte
Gegründet wurde Plüsch von Andreas «Ritschi» Ritschard (Gesang), Roger Meier (Gitarre), Simon Ryf (Bass), Alexander Balajew (Schlagzeug) und Andreas Hunziker (Keyboard), die sich alle aus der Schule kannten. Vor ihrem heutigen Namen «Plüsch» waren sie mit dem Bandnamen «V.I.P.» unterwegs und spielten unter anderem im Vorprogramm von Gölä. Ihre Ohrwürmer entstanden aus einer Mischung von Rock, Jazz, Funk und Soul. Am erfolgreichsten sind ihre Balladen wie Irgendeinisch, Ufo, aber auch schnellere Songs wie Schwein gha. Ihr erfolgreichster Hit ist Heimweh.
Der Durchbruch kam schon mit ihrem ersten Album Plüsch, mit dem sie den Prix Walo erhielten. 2004 erschien ihr zweites Album, Sidefiin welches in den Schweizer Charts bis Platz 1 vorstiess. Seit sie auch in Deutschland Konzerte geben, kennt man Plüsch auch dort. Plüsch spielte 2004 am Heitere Open Air und am Gurtenfestival. Ausserdem traten sie 2007 am Open Air Hoch-Ybrig und erneut am Gurtenfestival auf.
Danach nahm sich die Band eine längere Auszeit, in der sich einige Mitglieder um ihren beruflichen Fortgang kümmerten. Sänger Ritschi veröffentlichte 2009 ein Soloalbum. Am 25. November 2011 erschien die Single ‘s kennt ne kene so gnau und am 17. Februar 2012 das selbst produzierte Album Eile mit Weile, mit dem die Band 2013 auf Tour ging. Nach Abschluss der Eile-mit-Weile-Tour am 3. März 2013 hat die Band ihre Aktivitäten eingestellt, sich aber nicht formal aufgelöst.

## Diskografie

### Alben
| Jahr | Titel          | Höchstplatzierung, Gesamtwochen, AuszeichnungChartsChartplatzierungen (Jahr, Titel, Platzierungen, Wochen, Auszeichnungen, Anmerkungen) | Anmerkungen |
| Jahr | Titel          | CH | Anmerkungen |
| ---- | -------------- | --- | ----------- |
| 2002 | Plüsch         | CH6 ×3Dreifachplatin · (118 Wo.)CH |             |
| 2004 | Sidefiin       | CH1 ×2Doppelplatin · (53 Wo.)CH |             |
| 2006 | Früsch gwäsche | CH1 Platin · (36 Wo.)CH |             |
| 2012 | Eile mit Weile | CH1 Gold · (13 Wo.)CH |             |

### Singles
| Jahr | Titel Album                             | Höchstplatzierung, Gesamtwochen, AuszeichnungChartsChartplatzierungen (Jahr, Titel, Album, Platzierungen, Wochen, Auszeichnungen, Anmerkungen) | Anmerkungen |
| Jahr | Titel Album                             | CH | Anmerkungen |
| ---- | --------------------------------------- | --- | ----------- |
| 2002 | Häbs guet Plüsch                        | CH24 (23 Wo.)CH |             |
| 2004 | Irgendeinisch Sidefiin                  | CH5 (17 Wo.)CH |             |
| 2004 | I setze alls Sidefiin                   | CH12 (12 Wo.)CH |             |
| 2004 | Jede Tag (u jedi Nacht) Sidefiin        | CH34 (8 Wo.)CH |             |
| 2006 | Wunder passiere Früsch gwäsche          | CH12 (16 Wo.)CH |             |
| 2006 | Isch es wäge mir Früsch gwäsche         | CH57 (2 Wo.)CH |             |
| 2007 | Heimweh Plüsch                          | CH45 (10 Wo.)CH |             |
| 2011 | ’s kennt ne kene so gnau Eile mit Weile | CH62 (1 Wo.)CH |             |

### Videoalben
- 2003: Live u glücklech
- 2008: Live im Volkshuus

## Auszeichnungen
- 2002: Prix Walo als Newcomer
- 2004: Prix Walo in der Sparte Rock[7]